# Chikugo-gawa
Le fleuve Chikugo (筑後川, Chikugo-gawa) est le plus long cours d'eau de l'île de Kyūshū au Japon. D'une longueur de 143 km, il traverse les préfectures de Kumamoto, Ōita, Fukuoka et Saga.